# Thaddäus Haenke

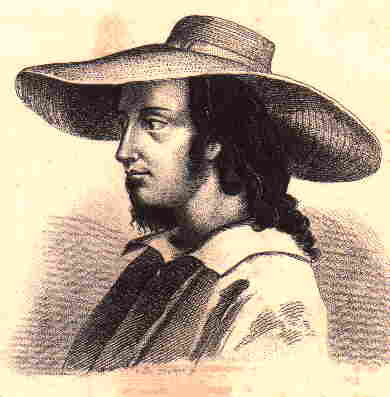
Thaddäus Haenke, Kupferstich von Vinzenz Grüner

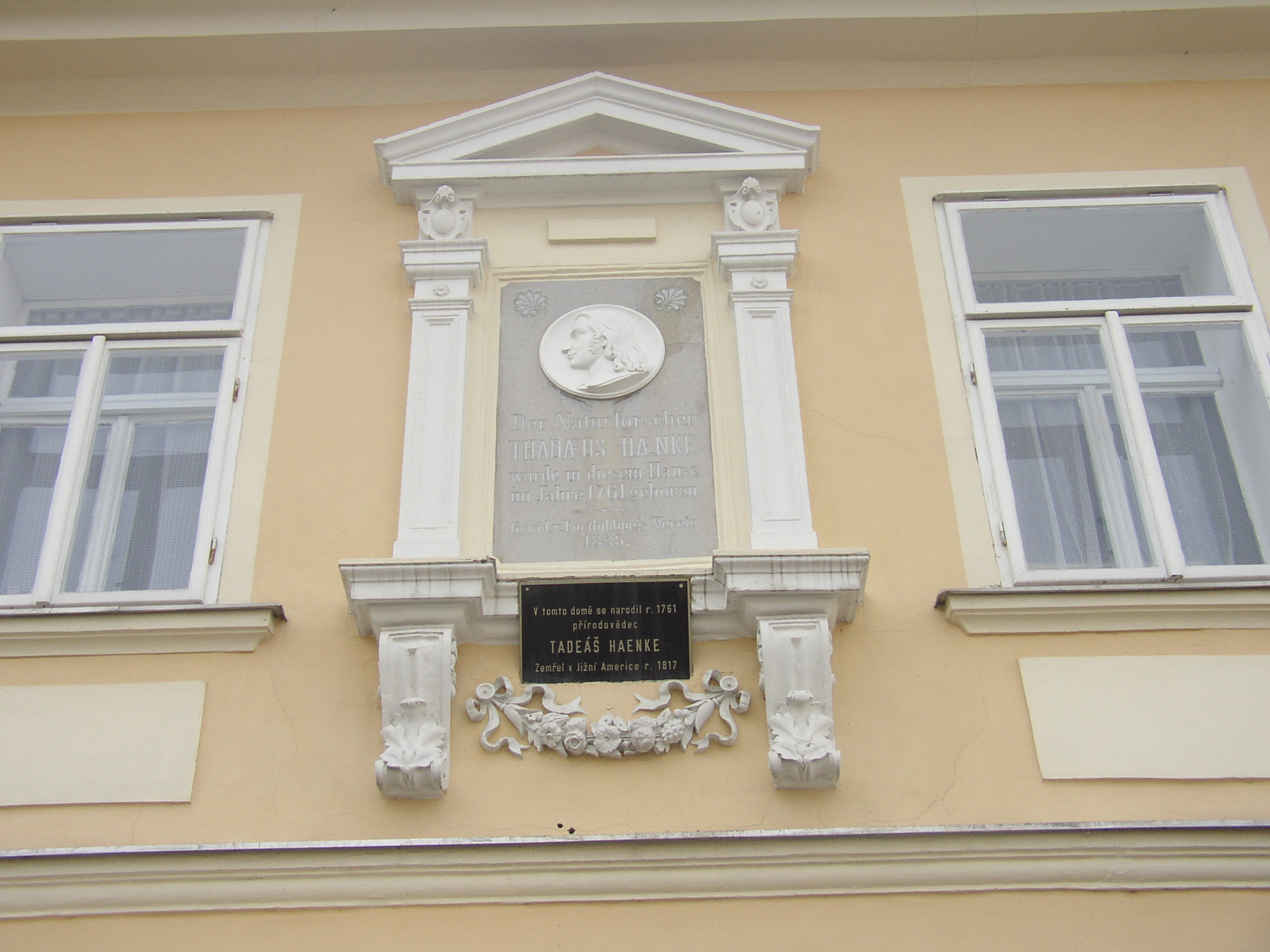
Gedenktafel am Geburtshaus von Thaddäus Haenke in Kreibitz

Thaddäus Xaverius Peregrinus Haenke, tschechisiert: Tadeáš Haenke, in nichtdeutschen Texten und Veröffentlichungen auch Tadeo Haenke (* 6. Dezember 1761 in Kreibitz, Böhmen; † 14. November 1816 in Cochabamba, Bolivien) war ein österreichischer Geograph, Chemiker, Botaniker, promovierter Philosoph, Universalgelehrter, Musiker und Forschungsreisender. Sein botanisches Autorenkürzel lautet „Haenke“.

## Leben
Thaddäus Haenke entstammte der deutschsprachigen Glasmacherfamilie Friedrich in Nordböhmen. Wegen seiner hohen und vielseitigen Begabungen (erste Montgolfière in Böhmen 1784) in künstlerischer (Musik, Zeichnen) und wissenschaftlicher Hinsicht ermöglichten ihm verschiedene Förderer 1780–1789 ein Studium an der Karlsuniversität zu Prag und weiterführende Studien in Wien in Medizin, Chemie, Astronomie und Botanik. Forscher wie Nikolaus Joseph von Jacquin und Ignaz von Born, Musiker wie Baron Gottfried van Swieten und dazu Kaiser Joseph II. selbst empfahlen ihn 1789 der spanischen Regierung als begleitenden Naturwissenschaftler für die anstehende, von Alessandro Malaspina di Mulazzo geführte Expedition (1789–1794) in den Pazifik und seine angrenzenden Küstenregionen zu deren wissenschaftlicher Erkundung, was einer Weltumseglung entsprach. Als sich Thaddäus Haenke ihr plangemäß im spanischen Ausgangshafen Cádiz anschließen wollte, verpasste er sein Schiff angeblich um ganze zwei Stunden, wofür er von Wien aus wochenlang beschwerlich quer durch das revolutionäre Frankreich gereist war. Haenke entschloss sich, sich auf dem nächsten Segler nach Argentinien einzuschiffen. In der La-Plata-Mündung jedoch kenterte das Schiff und Haenke konnte sich nebst nur wenigen Habseligkeiten retten, mit denen er die Anden in Richtung Chile zu Fuß überquerte, um in Santiago de Chile am 2. April 1790 doch noch glücklich auf die Malaspina-Expedition zu stoßen.
Auf der anschließenden Forschungsreise sammelte der Universalgelehrte mehrere tausend Pflanzen (Herbarien), Insekten und präparierte Tiere, die er nach Madrid sandte. Er katalogisierte Sprachen der Einheimischen und machte dabei Studien zur Völkerkunde und Ethnolinguistik, untersuchte im Pazifikraum Vulkane und Thermalquellen auf den Philippinen, die ihn medizinisch besonders interessierten, im (damaligen) Peru Silberbergwerke (Potosí), in Ecuador Flüsse und deren Verläufe. Er bestieg als erster Europäer den Chimborazo (1804) und andere Andengipfel. Seine Reise- und Forschungstätigkeit brachte ihm später den Namen „österreichischer Humboldt“ ein. Malaspina benannte Haenke Island in der Disenchantment Bay in Alaska nach ihm. Die Weltreise Malaspinas dauerte noch weitere drei Jahre. Im Juli 1793 verließ er die Expedition in Callao (Hafen von Lima).
Von 1793 bis 1810 bereiste Thaddäus Haenke den südamerikanischen Kontinent. Im April 1794 untersuchte er den Misti, damals „Vulkan von Arequipa“ genannt. Haenkes Skizzen des Misti und des Ubinas sind die vermutlich ältesten Zeichnungen beider Vulkane.
1810 ließ er sich in Cochabamba (Bolivien) nieder, heiratete dort die Mestizin Sebastiana Orozco und wurde Vater eines Sohnes.
Haenke wurde seitens Staat und Gesellschaft stets misstrauisch als Außenseiter angesehen. Er arbeitete weiter im Auftrage spanischer Ministerien der Vizekönige in Lima und Buenos Aires. Dazu übernahm er Forschungsaufträge, in denen er geographische und kartografische, botanische und zoologische, mineralogische und geologische Studien betrieb, weiterhin chemische Versuche und pharmazeutische Experimente durchführte, um wissenschaftlich fundierte Entwicklungsprojekte empfehlen und auch, falls möglich, selbst durchführen zu können. Er verbesserte die Kupfergewinnung und Glasproduktion in Cochabamba, führte eine selbst entwickelte und wirksame Pockenschutzimpfung ein – die erste in Südamerika – und eröffnete Südamerikas erste Apotheken, die er mit Produkten aus einer selbst aufgebauten pharmazeutischen Manufaktur versorgte. Bei diesen Unternehmungen freundete er sich mit der einheimischen Bevölkerung an, die ihn noch heute hochschätzt, erlernte ihre Sprachen und studierte ihre schamanisch-medizinischen Heilmethoden. Er gilt als einer der großen landeskundlichen Vorläufer Alexander von Humboldts.
Sein Wirken in Peru, Bolivien und Chile verhalf unter anderem seiner Pockenimpfung wegen der spürbaren prophylaktischen Wirkung (Sinken der Todesrate) zum endgültigen Durchbruch, die ihm größte Anerkennung seitens der Indios einbrachte. Er gab aufgrund seiner hohen musikalischen Begabung mit seinem eigens über seinen Bruder aus Österreich herbeigeschafften Cembalo samt Noten Musikkonzerte hauptsächlich zeitgenössischer Komponisten (Mozart, Haydn), fand anlässlich seiner Expeditionen durch die Atacamawüste ein Verfahren zur Umwandlung von Chilesalpeter und Kaliumchlorid zu Kalisalpeter, entdeckte die größte Seerose, die Amazonas-Riesenseerose, die andere später aus Verehrung der englischen Queen Victoria Victoria regia nannten, die Riesenbromelie Puya raimondii, benannt nach dem späteren „Entdecker“, dem italienischen Forscher Antonio Raimondi (1824–1890), sowie die Heilwirkungen von Thermalbädern. Außerdem entwickelte er Sprengstoffe, zum Beispiel auch das Schwarzpulver mit weit verbesserten Eigenschaften „neu“, seine Ergebnisse kamen der spanischen Armee zugute.
Während der revolutionären Wirren und Unruhen verstarb Thaddäus X. P. Haenke am 14. November 1816 im Alter von 54 Jahren in seiner Wahlheimat Cochabamba in seinem Haus unter ungeklärten Umständen. Ein Giftmord wird nicht ausgeschlossen. Der spanische Staat zog sein Vermögen ein. Seine sterblichen Überreste wurden von Vertretern der einheimischen Bevölkerung in der Atacama-Wüste an einem unbekannten Ort beerdigt. Noch heute leben Nachfahren von ihm in Südamerika.
Seine wissenschaftlichen Berichte, Auswertungen, Pflanzen- und Tierzeichnungen und -präparate erreichten großteils die Behörden in Madrid, doch vieles ging verloren. Wegen seines unerwarteten, dazu noch ungeklärten Todes während der Unabhängigkeitskämpfe in Cochabamba, seines Verbleibens in Südamerika anstelle einer Heimreise mit nachfolgenden Veröffentlichungen und Anerkennung seiner Werke, dazu die Intrigen um den Expeditionsleiter Malaspina wurden Thaddäus Haenkes Werke wenig bekannt und blieben nahezu unveröffentlicht, ja er selbst geriet in Vergessenheit. Dem heutigen Stand der Forschung zufolge sind seine nach Spanien gesandten Herbarien, Präparate und Zeichnungen in vielen Universitäten und Sammlungen über ganz Europa verteilt. Ein Teil seines schriftlichen Nachlasses (Briefe, Berichte) wurde erst Anfang des 20. Jahrhunderts veröffentlicht. Später (1960) fand man einen Großteil seiner Schriften im Archiv des „Königlich Botanischen Gartens“ (span. „Real Jardin Botánico“), Madrid, die in den Jahren 1966 (Dr. Renée Gicklhorn-Czernin) und 1992 (Dr. María Victoria Ibáñez Montoya) zum Teil in kommentierter Fassung veröffentlicht wurden.

## Ehrungen
Nach Haenke benannt ist die Gattung Haenkea F.W.Schnidt aus der Familie der Rautengewächse (Rutaceae).

## Werke
- La Expedición Malaspina (1789–1794) – Trabajos científicos y corespondencia de Tadeo Haenke – Teil IV. Lunwerg, Madrid 1992; Mitautorin (Kommentare): Dr. María Victoria Ibáñez Montoya

- Reliquiae Haenkeanae, seu descriptiones et icones plantarum, quas in America Meridionali et Boreali, in insulis Philippinis et Marianis collegit. Thaddaeus Haenke, Philosophiae Doctor, Phytographus Regis Hispaniolis / redegit et in ordinem digessit Carolus Bor. Presl, Medicinae Doctor, in Museo Boh. Custos, Botan. Prof. Extraord. / Cura Musei Bohemici. / Apud J. G. Calve, Prag 1830: Nachdruck der Prager Ausgabe 1830/31 bei Asher, Amsterdam 1973; ISBN 90-6123-237-6